# Рејмонд Ф. Бојс
Рејмонд „Реј” Бојс (енгл. Raymond 'Ray' Boyce) био је амерички инжењер рачунарске технике, који је био познат по својим истраживањима на пољу релационих база података. 
Бојс је одрастао у Њујорку и похађао је колеџ у Провиденсу, Роуд Ајланд. Докторирао је на универзитету Пердју 1971. године. По напуштању Пердјуа, радио је на пројектима везаним за базе података за IBM у Јорктаун Хајтсу, Њујорк. Током свог кратког рада тамо, развио је Бојс-Кодову нормалну форму са Едгаром Франком Кодом. Заједно са Доналдом Д. Чемберленом, развио је Структурни упитни језик (SQL) док је управљао развојном групом за релационе базе података за IBM у Сан Хозеу, Калифорнија. Умро је 1974. године од мождане анезуризме, само неколико месеци након венчања са Сенди, када је његова ћерка Кристен имала само девет месеци.